# Jorge Rojas (football)
Pour les articles homonymes, voir Jorge Rojas.
Jorge Luis Rojas Meza, communément appelé Jorge Rojas, est un footballeur international paraguayen né le 7 janvier 1993 à Concepción. Il évolue à Sol de América.

## Biographie
Jorge Rojas commence sa carrière au Cerro Porteño. Avec ce club, il participe à la Copa Libertadores en 2011 puis à la Copa Sudamericana en 2012.
Jorge Rojas reçoit sa première sélection en équipe du Paraguay le 22 février 2012, lors d'un match amical face au Guatemala.
Il est finaliste du Championnat des moins de 20 ans de la CONMEBOL en 2013 avec l'équipe du Paraguay des moins de 20 ans. Lors de ce tournoi, il inscrit un but face à la Bolivie et un but face à la Colombie.
En avril 2013, il signe un contrat de cinq ans avec le Benfica Lisbonne, qu'il rejoindra pour la saison 2013-2014.

## Palmarès
- Finaliste du Championnat des moins de 20 ans de la CONMEBOL en 2013 avec l'équipe du Paraguay des moins de 20 ans